# Дно

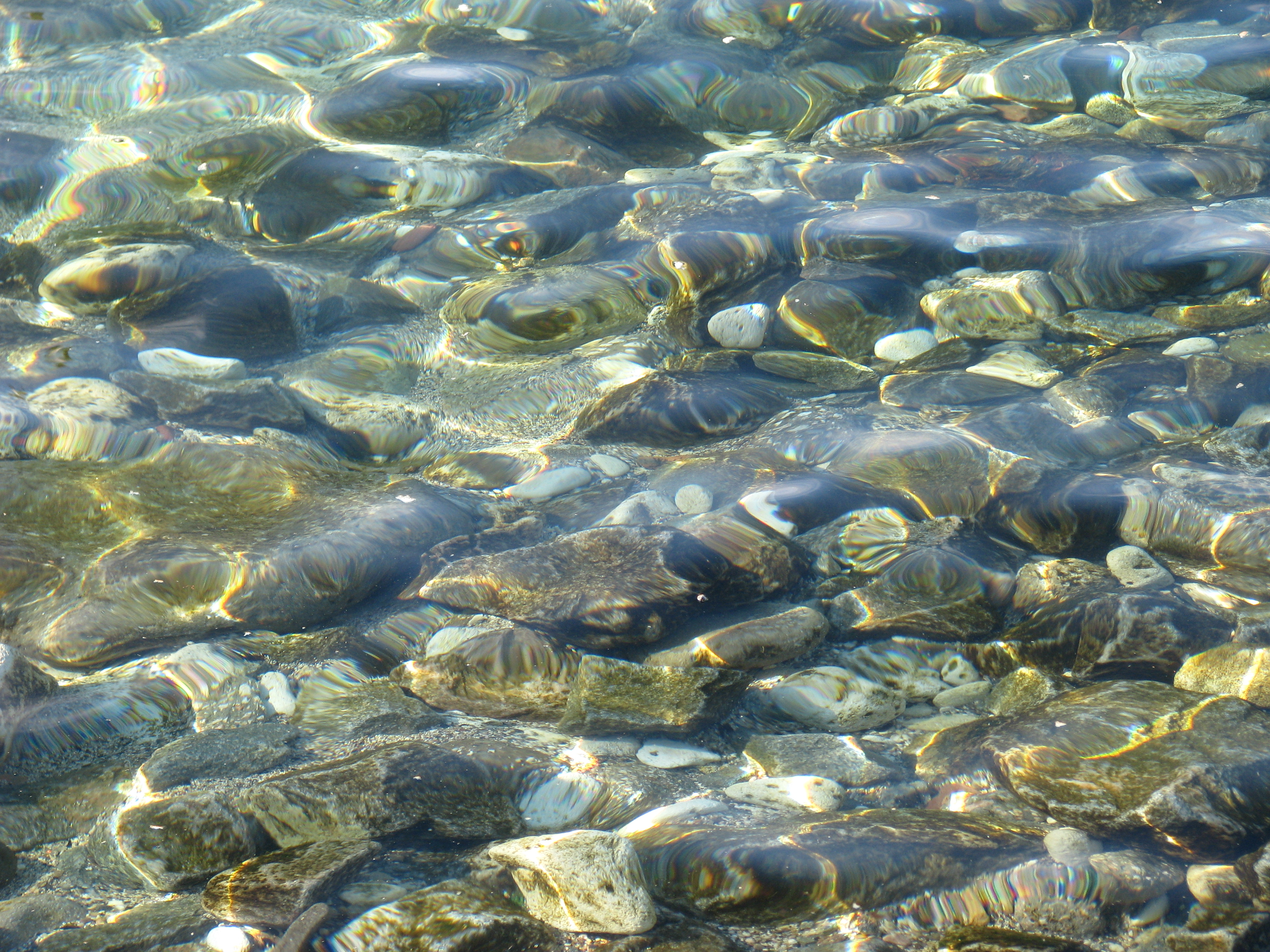
Морское дно

Дно — для отрицательных форм рельефа (пониженных участков земной поверхности) — самая низкая и относительно ровная часть таких форм рельефа. Для водоёмов дно является самой низкой частью ложа (чаши), заключённой между подошвами береговых склонов. Для русла реки — самая низкая часть русла реки, остающаяся под водой при низком уровне воды.
На дне водотоков и водоёмов часто накапливается ил, причиной чего является гниение большого количества водорослей, разрушение берегов, а также попадание взвешенных частиц, приносимых дождевыми и снеговыми водами.